# 外西寿彦
外西 寿彦（ほかにし ひさひこ、1925年2月5日-1993年7月21日）は、日本の産婦人科医、産婦人科学者。周産期医療、母子救急医療の権威。鹿児島県の周産期医療・新生児医療の改善と発展に尽力した。鹿児島市立病院第5代院長。

## 生涯
宮崎県出身。旧制鹿児島県立第二鹿児島中学校（現・鹿児島県立甲南高等学校）を経て、1951年に旧制県立鹿児島医学専門学校（後の旧制県立鹿児島医科大学、現・鹿児島大学医学部）卒業。1958年4月、旧制県立鹿児島医科大学より医学博士号授与。鹿児島大学産婦人科（町野碩夫教授）に入局し、1958年1月より助手、1961年5月より講師。1966年2月に鹿児島大学助教授となるが、鹿児島市立病院に招かれて7月に退職。翌年4月付けで鹿児島市立病院産婦人科部長となる。県内周産期死亡率が全国ワーストクラスである状況の改善を目指すとともに、後進の育成にも注力し、当時若手の池ノ上克医師をアメリカへ派遣して先進地の技術と知見を習得させる。
1976年に鹿児島市立病院で日本初の五つ子が生まれた際には、産婦人科部長として五つ子の医療プロジェクトチームのチーフを務める。母子の退院後、五つ子誕生のニュースで周産期医療の重要性が理解され始めた時期をとらえて、外西は省庁や自治体、政治家、大学病院、医師会などに働きかけ、鹿児島県の周産期死亡率の改善に尽力。
1978年に鹿児島市立病院は新生児センターを新設するとともに全国初の周産期医療センターも開設し、外西は周産期医療センター長に就任。1985年4月からは副院長を兼任し、1990年3月に定年退職。その後、病気退任する時任純孝院長の後任として、1992年4月、鹿児島市立病院第5代院長（第3代病院事業管理者）に就任。在任中の1993年3月に食道がんの手術を受けてリハビリをおこなっていたが、同年7月に急逝。遺族と市立病院による合同葬が県医師会館で営まれた。後任の院長には副院長の武弘道（後に公立病院の経営改革者として知られる）が就いた。